# Birgit Wagner (Psychologin)
Birgit Wagner (* 1967 in Stuttgart) ist eine deutsche Psychologin, Sachbuchautorin und Professorin.

## Leben und Wirken
Birgit Wagner studierte Psychologie an der Freien Universität Berlin. 2006 promovierte sie an der Universität Zürich in der Abteilung Psychopathologie. Das Thema ihrer Dissertation war Internet-based intervention for complicated grief. 2008 arbeitete sie als Gastwissenschaftlerin an der National University of Rwanda. Wagner habilitierte sich am Universitätsklinikum Leipzig. Dort leitete sie am Integrierten Forschungs- und Behandlungszentrum (IFB) AdipositasErkrankungen mehrere durch das Bundesministerium für Bildung und Forschung (BMBF) geförderte Projekte zu den Themen Adipositas, Trauma und Suizidalität. Seit 2007 leitet sie in Kooperation mit dem Behandlungszentrum für Folteropfer in Berlin ein auf das Internet basierte Therapieprojekt mit dem Namen Ilajnafsy, welches für arabische Patienten in Konfliktregionen konzipiert ist. 
Wagners Forschungs- und Therapieschwerpunkte sind Traumafolgestörungen wie anhaltende Trauerstörung. In diesem Zusammenhang stützt sie ihr Arbeiten (auch) auf internetbasierte Psychotherapie beispielsweise für Depression, Binge-Eating-Störung, posttraumatische Belastungsstörung und komplizierte Trauer. Sie machte zudem eine Ausbildung zur psychologischen Psychotherapeutin. In diesem Zusammenhang arbeitete sie von 2006 bis 2009 am Psychotherapeutischen Zentrum des psychologischen Instituts in Zürich als Psychotherapeutin. Sie ist zertifizierte Psychoonkologin.
An der Medical School Berlin hat Birgit Wagner seit 2014 die Professur für Klinische Psychologie und Psychotherapie – Verhaltenspsychologie.

## Preise und Auszeichnungen
- 2007 Forschungspreis der Deutschsprachigen Gesellschaft für Psychotraumatologie (DeGPT)

## Schriften (Auswahl)
- Psychotherapie mit Trauernden: Grundlagen und therapeutische Praxis. Beltz, Weinheim 2019, ISBN 978-3-621-28684-8.
- mit Christine Knaevelsrud und Maria Böttche: Online-Therapie und -Beratung. Ein Praxisleitfaden zur onlinebasierten Behandlung psychischer Störungen. Hogrefe, Göttingen 2016, ISBN 978-3-8017-2562-4.
- Komplizierte Trauer. Grundlagen, Diagnostik und Therapie. Springer, Berlin 2013, ISBN 978-3-642-37358-9.
- Internet-based Cognitive-Behavioral Therapy for Complicated Grief: A New Approach of Bereavement Interventions.  VDM Verlag Dr. Müller, Saarbrücken 2008, ISBN 978-3-639-01981-0.